# حضر، قریه
روستای حضر، یکی از روستاهای جبل الشیخ، واقع در ارتفاعات جولان سوریه است که در 75 کیلومتری جنوب غربی دمشق قرار دارد.
حضور مردم دروز در اطراف کوه هرمون از زمان ظهور مذهب دروز در اوایل قرن یازدهم میلادی مستند شده است.
این شهر از دسامبر ۲۰۲۴ تحت کنترل اسرائیل بوده است.
جمعیت این روستا، نزدیک به 14,000 نفر است که اغلبشان در زراعت درختان میوه مانند انجیر و گیلاس، مشغول هستند.
روستای حضر، آب و هوایی معتدل، و زمینی سرسبز دارد.